# Curtisia dentata
Curtisiaceae é uma família de plantas angiospérmicas (plantas com flor - divisão Magnoliophyta), pertencente à ordem Cornales.
Esta família tem apenas um género (Curtisia) monoespecífico (Curtisia dentata). A C. dentata é uma árvore de folhas persistentes, originária da África do Sul.